# Fagocitoza
Fagocitoza (u citologiji) je proces unošenja krupnijih čestica (koje mogu biti dijelovi stanice ili cijele stanice kao npr. bakterijska stanica) u veću stanicu. Proces se odvija tako da se stanična membrana "domaćina" uvrne i čestice obavije fagocitoznim mjehurićem. S tim se mjehurićem otapa lizosom čiji enzimi razgrade sadržaj. Na taj se način stvara "probavni mjehurić" u kojem započinje razgradnja složenih molekula.
Leukociti (bijele krvne stanice) koriste fagocitozu za unošenje i onesposobljavanje bakterija koje dospiju u naše tijelo, zato fagocitoza ima važnu ulogu u imunološkom sustavu. Praživotinje su se koristile fagocitozom kao načinom ishrane, tj. fagocitozni mjehurić bio je probavni mjehurić koji je razgrađivao hranjive tvari.
Sposobnost fagocitoze ima stanica vezivnog tkiva makrofag koja nastaje od monocita krvi.